# Gita Sahgal
Gita Sahgal (Kasjmiri: गीता सहगल (Devanagari), گیتا سہگل (Nastaliq); Bombay, 1956 of 1957 is een Brits-Indische schrijver, journalist, documentaireregisseur, vrouwen- en mensenrechtenactivist op het gebied van feminisme, fundamentalisme en racisme.
Ze is medeoprichter en actief lid geweest van een aantal vrouwenorganisaties. Ze is ook directeur van de Genderafdeling van Amnesty International geweest en heeft de onderdrukking van vrouwen door vooral religieuze fundamentalisten bestreden.

## Jeugd en opleiding

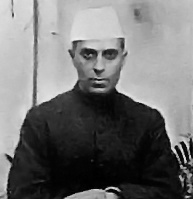
India's 1e premier Jawaharlal Nehru, oudoom van Sahgal

Gita Sahgal werd in de Indiase stad Bombay geboren als dochter van de romanschrijster Nayantara Sahgal. Ze werd opgevoed als hindoe, maar zegt dat ze tegenwoordig atheïst is. Ze is een achternicht van de eerste premier van India Jawaharlal Nehru en de kleindochter van zijn zus Vijayalakshmi Pandit. Nadat ze in India haar school had afgemaakt, verhuisde ze in 1972 naar Engeland, waar ze afstudeerde aan de School of Oriental and African Studies in Londen. Ze keerde in 1977 terug naar India en begon haar werk in de burgerrechtenbeweging. In 1983 verhuisde ze terug naar Engeland.

## Carrière

### Activisme

#### Vrouwenorganisaties
In 1979 was ze medeoprichter van Southall Black Sisters, een non-profitorganisatie voor de rechten van vrouwen van etnische minderheden (uit Azië, Afrika en de Caraïben) in het Verenigd Koninkrijk, met een focus op gendergerelateerd geweld. De organisatie is gevestigd in Southall, een wijk in West-Londen waar veel Indiërs en Pakistanen wonen.
In 1989 was ze medeoprichter van Women against Fundamentalism, waar ze actief aan deelnam. WaF heeft de Britse overheid bekritiseerd voor het feit dat bijvoorbeeld de Britse blasfemiewetten alleen het christendom beschermen en dat een dergelijke ongelijke behandeling van religies bijdraagt aan sektarisme en het stimuleren van religieus fundamentalisme onder immigranten.

#### Seksueel oorlogsgeweld
In 2005 zei Sahgal over etnisch gemotiveerd seksueel oorlogsgeweld dat dergelijke misdaden doorgaans niet worden gepleegd om vrouwen mee te nemen als "oorlogsbuit" of om seksuele behoeften te bevredigen. Ze heeft gesteld dat verkrachting bewust wordt gebruikt om de overwonnen cultuur te verstoren en om het territorium van de winnende etnische groep te vergroten door het zwanger maken van de vrouwen van de verslagen etnische groep.

#### Prostitutie en vredesoperaties
Sahgal sprak zich in 2004 uit over de toename van prostitutie en seksueel misbruik die er in de context van humanitaire interventies kunnen gebeuren. Ze observeerde: "Het probleem met de VN is dat vredesoperaties soms hetzelfde lijken te doen als andere strijdkrachten. Zelfs voor de bewakers moet gewaakt worden."

#### Irak en Guantanamo Bay
Sahgal was tegen de Irakoorlog en veroordeelde ook de buitengerechtelijke detentie en marteling van moslimmannen in Guantanamo Bay. Ze vertelde Moazzam Begg, een Brits burger en ex-gedetineerde uit Guantanamo, dat ze "geschokt en verontwaardigd" was door de behandeling die hij en andere gevangenen er kregen.

#### Secularisme
Gita Sahgal is directeur van het Centre for Secular Space en erelid van de National Secular Society.

### Schrijver en documentairemaker
Sahgal heeft verscheidene artikelen en boeken geschreven, waaronder meegeschreven aan Refusing Holy Orders: Women and Fundamentalism in Britain (1992) samen met Nira Yuval-Davis.
In 2002 produceerde de documentaire Tying the Knot. De film was gemaakt in opdracht van de Community Liaison Unit van het Britse Minister van Buitenlandse Zaken, dat was opgericht voor de aanpak van het probleem van Britse slachtoffers van huwelijksdwang die naar het buitenland waren ontvoerd, of ontvoerd dreigden te worden, om daar tegen hun wil te worden uitgehuwelijkt. Sahgal zei dat ze niet per se tegen gearrangeerde huwelijken was, zolang de betrokken personen niet werden ontvoerd of onderworpen aan fysieke of emotionele mishandeling.
Saghal maakte ook de film Unprovoked over de zaak–Kiranjit Ahluwalia voor het programma Dispatches op Channel 4. Ahluwalia was een Indiaas Punjabi vrouw die naar het Verenigd Koninkrijk was gehaald voor een gearrangeerd huwelijk, waarna ze regelmatig werd mishandeld door haar man. Om te overleven vermoordde ze hem door hem in brand te steken terwijl hij dronken was en sliep.
Daarnaast produceerde Sahgal de Britse documentairefilm The War Crimes File over de misdaden die er zijn gepleegd tijdens de Bengaalse Bevrijdingsoorlog van 1971.